# Бриллиант, Дора Владимировна
Дора Владимировна (Вульфовна) Бриллиант (1879, Херсон — октябрь 1907, Петропавловская крепость) — русская революционерка, член партии социалистов-революционеров (эсеров) и их боевой организации, участница организации покушений на министра внутренних дел Вячеслава Плеве и великого князя Сергея Александровича.

## Биография
Родилась в 1879 году в Херсоне в семье еврея-торговца. Училась на акушерских курсах. В партию социалистов-революционеров вступила в 1902 году. По некоторым данным, находилась в близких отношениях с членом боевой организации партии Алексеем Покотиловым (в частности, это описано в книге Романа Гуля «Азеф» и в воспоминаниях Бориса Савинкова). Вскоре после вступления в партию стала членом боевой организации эсеров, возглавляемой Савинковым.
…Она с головой ушла в местные комитетские дела, и комната ее была полна ежеминутно приходившими и уходившими по конспиративным делам товарищами. Маленького роста, с черными волосами и громадными, тоже черными, глазами. Дора Бриллиант с первой же встречи показалась мне человеком, фанатически преданным революции. Она давно мечтала переменить род своей деятельности и с комитетской работы перейти на боевую. Все ее поведение, сквозившее в каждом слове желание работать в терроре убедили меня, что в ее лице организация приобретает ценного и преданного работника …

## Участие в боевой организации
С начала 1904 года работала в динамитной мастерской, устроенной эсерами под Женевой, и принимала непосредственное участие в изготовлении взрывных устройств, которыми были совершены убийства Плеве и Сергея Александровича. Борис Савинков отобрал её для участия в покушении на министра внутренних дел Российской Империи Вячеслава Плеве. По сценарию, предложенному Евно Азефом, Савинков должен был играть роль богатого представителя фирмы по производству велосипедов, прибывшего из Англии, и снять квартиру в Санкт-Петербурге. Дора Бриллиант играла роль любовницы этого представителя, бывшей певицы из кабака. По воспоминаниям Савинкова, хозяйка дома, где они остановились, неоднократно предлагала Бриллиант уйти от Савинкова на другое место, и даже предлагала различные варианты.
…Она жалела Дору, спрашивала её, сколько денег я положил на её имя в банк, и удивлялась, что не видит на ней драгоценностей. Дора отвечала, что она живет со мною не из-за денег, а по любви. Такие визиты были довольно часты…
Савинков описывал в своих воспоминаниях Дору Бриллиант как «молчаливую, скромную и застенчивую, жившую только своей верой в террор». Признавая необходимость политических убийств, она тем не менее боялась их, но перед каждой акцией боевой организацией она просила отвести ей роль бомбометальщицы. По словам Савинкова, «…террор для неё, как и для Каляева, окрашивался прежде всего той жертвой, которую приносит террорист…». Также по воспоминаниям знавших её людей, она редко смеялась. По версии Савинкова, такой отпечаток на её характер наложила смерть её товарища и друга Алексея Покотилова.
После убийства Плеве, согласно воспоминаниям Савинкова, Дору Бриллиант мучили угрызения совести, также как и после убийства великого князя Сергея Александровича в феврале 1905 года. В конце того же года во время облавы она была арестована в тайной химической лаборатории эсеров в Санкт-Петербурге. За участие в покушениях Дора Бриллиант была осуждена к лишению свободы и заключена в Петропавловскую крепость. Там она сошла с ума и скончалась в октябре 1907 года.

## Киновоплощения
- Ирина Апексимова в роли Доры Бриллиант в телесериале «Империя под ударом».
- Ксения Раппопорт в роли Эрны Бронштейн, прототипом которой стала Дора Бриллиант, в фильме «Всадник по имени Смерть».